# Junzi
|  | Per a altres significats, vegeu «Junzi imperialis». |

Junzi (xinès simplificat i tradicional: 君子, pinyin: jūnzǐ), o també jun zi, és un terme xinès que significa literalment "fill d'un governant" i que a partir de l'ús particular que li donà Confuci passà a utilitzar-se com a "persona noble" o "home superior", referint-se a una persona amb conducta moral recta independentment de l'estatus social. És comparable als reis filòsofs descrits per Plató. El junzi és oposat a la persona "insignificant" o "comuna" ("xiao ren").
El terme significava literalment "fill d'un governant" i tenia el significat inicial de persona filla de cases governants de qualsevol estat xinès amb conducta correcta. Amb el temps el requisit de l'estatus social per ser referit com a junzi no era considerat.

## Confucianisme
En el confucianisme, la personalitat ideal és la santedat. Com és extremadament difícil esdevenir una persona sant, el confucianisme establí un model de personalitat moral un poc inferior a la santa i relativament més fàcil d'esdevindre'n: el junzi. Zhu Xi va concebre el junzi com un sant de segona classe. Confuci va tractar d'ensenyar què és el junzi mitjançant el contrast amb el xiao ren posats en exemples.
En les Analectes confucianes s'explica en què consisteix un junzi, concretament en el Llibre X. El deixeble Zeng (Llibre 13.4) explica la conducta general del junzi: no fa moviments bruscos, tenen una expressió sincera, no diu vulgaritats ni fa baixeses. El junzi va en compte fer amistats que no siguen junzis; les aliances amb altres junzis es diferències de les aliances de les persones ordinàries per ser de benefici mutu i no d'organitzar-se contra altres persones; no ha d'explicar si diuen que parla molt; no ha de vanagloriar-se excepte en qüestions de l'esport; ni ha d'enaltir-se indirectament denigrant altres; cal educar-se en el de (la virtut), però no en coses útils perquè pot fer-li córrer el risc de convertir-se en una ferramenta; la seua manera de ser no canvia per l'èxit ni el temperament per l'adversitat; és moderat en conducta i opinió; i no ha de sentir ressentiment (yuan) perquè no se'l reconega pels seus mèrits.
En les Analectes el terme apareix 86 vegades. La majoria de vegades significa persona superior però en alguns passatges s'utilitza per referir-se als fills literals de nobles i al propi sobirà.
En altres obres d'abans de la dinastia Qin també hi apareix i ho fa en gran quantitats a causa de la importància espiritual i social en l'època: en el Zhou Yi, 64 vegades; Llibre de les Cançons, 99 vegades; El comentari de Zuo Zhuan sobre els annals de la Primavera i la Tardor, 141 i Llibre deMengzi, 54. El Zhou Yi el menciona referint-se al rei, l'adult i al gran príncep.
El Llibre de les mutacions utilitza el terme de junzi per referir-se al governant de classe social alta, sent un llibre dirigit al governant/junzi. Amb el temps passà a ser dirigit als intel·lectuals i el públic en general.

## Concepcions recents
Avui en dia, s'empra el terme junt al seu contrari en les circumstàncies dels contractes legals, considerats cosa de persones insignificants.
El professor Mozi digué el 2001 respecte el concepte de juzi que els xinesos tenen uns requeriments morals molt alts comparats amb els dels Estats Units, arribant a afirmar que una persona moral en el país occidental és qui "acompleix la llei i paga els impostos," considerats uns requeriments molt baixos.